# Alex Brown (rugby à XV, 1979)
Pour les articles homonymes, voir Brown et Alex Brown (homonymie).
Pas d'image ? Cliquez ici

a Compétitions nationales et continentales officielles uniquement.

b Matchs officiels uniquement.
Alex Brown, est né le 17 mai 1979 à Bristol (Angleterre), est un joueur international anglais de rugby à XV jouant au poste de deuxième ligne. 
Il joue avec l'équipe d'Angleterre entre 2006 et 2007. Il passe l'essentiel de sa carrière professionnelle avec le club de Gloucester. 

## Biographie
Il a eu 5 sélections avec l’équipe A d'Angleterre. Il a eu sa première cape internationale le 11 juin 2006, à l’occasion d’un match contre l'équipe d'Australie. 
Alex Brown n'a pas encore participé au Tournoi des Six Nations. 
Il joue actuellement avec le Gloucester RFC en Challenge européen et dans le Championnat d'Angleterre.
Il a disputé cinq matchs de la coupe d'Europe 2004-2005.
Après sa carrière, il intègre l'encadrement de Gloucester en tant que Rugby Operations Manager.

## Statistiques en sélection nationale
- 3 sélections avec l'Équipe d'Angleterre de rugby à XV
- Sélections par année : 1 en 2006, 2 en 2007
- Tournoi des Six Nations disputé : aucun

## Palmarès
- Gloucester
  - Vainqueur du Challenge européen en 2006